# Балада о госпама пређашњих времена
Балада о госпама пређашњих времена (Ballade des dames du temps jadis) је поетско дело Франсоа Вијона. То је централни део његове збирке песама Велико завештање (Le Testament или Le Grand Testament, 1461) и претходи Балади о некадашњим госпарима (La Ballade des seigneurs du temps jadis) и Балади тим поводом, у старинском, фрушком слогу (La Ballade en vieil langage Françoys), са којима чини тематску целину. Први пут је објављена 1489. године. У првим издањима песма носи наслов „Балада“, а наслов Балада о госпама пређашњих времена први пут се помиње у издању из 1533, које је приредио Клеман Маро.
Централни мотив ове баладе је ubi sunt (Ubi sunt qui ante nos fuerunt? - Где су они што бејаху пре нас), израз жаљења због пролазности живота.
У балади се помињу чувене жене из класичне антике и средњег века, чији се идентитет у неким случајевима не може са сигурношћу утврдити: Флора, Таида, Архипјад, Ехо, Елоиза, Маргарета Бургундска, Бланка од Кастиље (?), Беатриче (?), Аделаида Париска, Бертрада Лаонска, Херенбурга, грофица од Мана, и Јованка Орлеанка.
Рефрен баладе „где ли је лањски снег“ често се понављао у књижевности каснијих времена у различитим контекстима.

## Текст баладе
Текст из издања Клемана Мароа из 1533. године и препев Станислава Винавера.
| Dictes moy où, n'en quel pays,        |  |  | Реците, где је у света крају ком         |
| Est Flora, la belle Romaine ;         |  |  | Пребајна Флора, та римска лепота,        |
| Archipiada, né Thaïs,                 |  |  | Где је Таида, наслада живота,            |
| Qui fut sa cousine germaine;          |  |  | Где је Архипјад у блеску зрачном свом!   |
| Echo, parlant quand bruyt on maine    |  |  | Где ли је Ехо са одзвоном вода,          |
| Dessus rivière ou sus estan,          |  |  | Где мазно мами низ стрм обала брег,      |
| Qui beauté eut trop plus qu'humaine?  |  |  | Слутњом неземских, преслатких слобода,   |
| Mais où sont les neiges d'antan!      |  |  | Ал’ где је, боже, где ли је лањски снег? |
|                                       |  |  |                                          |
| Où est la très sage Heloïs,           |  |  | Где ли је часна Хелоиза славна,          |
| Pour qui fut chastré et puis moyne    |  |  | Кад мудри Абелар од ње би услишен        |
| Pierre Esbaillart à Sainct-Denys?     |  |  | Ушкопише њега, мушкости би лишен,        |
| Pour son amour eut cest essoyne.      |  |  | И постригао се, после срама јавна!       |
| Semblablement, où est la royne        |  |  | Па где ли је она краљица што плени!      |
| Qui commanda que Buridan              |  |  | Буридана баци, као мртав тег!            |
| Fust jetté en ung sac en Seine?       |  |  | И удавише га, у џаку, у Сени,            |
| Mais où sont les neiges d'antan!      |  |  | Ал’ где је, боже, где ли је лањски снег? |
|                                       |  |  |                                          |
| La royne Blanche comme ung lys,       |  |  | Где Бланша, сирена, у цвркуту мамном,    |
| Qui chantoit à voix de sereine;       |  |  | Као љиљан бела; где Бјетрис, кћи банска; |
| Berthe au grand pied, Bietris, Allys; |  |  | Берта грдонога; где грофица Манска?      |
| Harembourges qui tint le Mayne,       |  |  | Херенбурга, Алис, у заносу пламном?      |
| Et Jehanne, la bonne Lorraine,        |  |  | Где ли је Јованка, која сунцем грану,    |
| Qu'Anglois bruslerent à Rouen;        |  |  | Енглеза се над њу надви крвав спрег,     |
| Où sont-ilz, Vierge souveraine ?      |  |  | Спалише Лоренку у граду Руану.           |
| Mais où sont les neiges d'antan!      |  |  | О Маријо Дјево, где ли је лањски снег?   |
|                                       |  |  |                                          |
| Prince, n'enquerez de sepmaine        |  |  | Кнеже, не распитуј се, залудни су труди, |
| Où elles sont, ne de cest an,         |  |  | Где су све те госпе, кроз годишта бег,   |
| Qu'à ce refrain ne vous remaine:      |  |  | Нек ти овај припев узбуркава груди;      |
| Mais où sont les neiges d'antan!      |  |  | О где је, боже, где ли је лањски снег?   |